# نوبات نفسية غير صرعية
النوبات النفسية غير الصرعية هي أحداث تشبه نوبة الصرع، لكن بدون التفريغ الكهربائي المميز المرتبط بالصرع. تندرج النوبات النفسية غير الصرعية ضمن فئة الاضطرابات العصبية الوظيفية التي تسمى أيضًا اضطرابات التحويل. المصطلح الأحدث لوصف هذه الأحداث هو النوبات التفارقية غير الصرعية. يُعالج المرضى عادةً من قبل أخصائيي علم النفس أو الأطباء النفسيين.

## الحدوث
يتراوح عدد الأشخاص الذين يعانون من النوبات النفسية غير الصرعية بين 2-33 لكل 100000. تعد النوبات النفسية غير الصرعية أكثر شيوعًا عند الشباب والنساء. تشير التقديرات إلى أن انتشار المرض يشكل 5-20% من حالات عيادات الصرع الخارجية، وتعطى 75-80% من هذه التشخيصات للمرضى الإناث و 83% للأفراد الذين تتراوح أعمارهم بين 15-35 عامًا.

### الأطفال
تحدث النوبات النفسية غير الصرعية لدى الأطفال بعد سن الثامنة، وتصيب الأولاد والبنات بنفس النسبة قبل سن البلوغ. تتشابه مبادئ التشخيص والعلاج مع تلك الخاصة بالبالغين، باستثناء وجود تشخيص تفريقي أوسع للنوبات لدى الأطفال بحيث يمكن النظر في التشخيصات المحتملة الأخرى الخاصة بالأطفال.

## العلامات والأعراض
يعاني المصابون بالنوبات النفسية غير الصرعية من نوبات تشبه نوبات الصرع، ويُشخص معظمهم بالصرع ويتلقون علاجًا له. يصعب تمييز النوبات النفسية غير الصرعية عن نوبات الصرع. الاختلافات الرئيسية بينها هي مدة النوبات. تستمر نوبات الصرع عادةً ما بين 30-120 ثانية حسب النوع، بينما تستمر النوبات النفسية غير الصرعية عادةً لمدة 2-5 دقائق.

## الأسباب وعوامل الخطر
لم يتحدد سبب النوبات النفسية غير الصرعية بعد. تقول إحدى الفرضيات إنها رد فعل جسدي مكتسب أو يطوره الجسم. لا يستطيع الفرد التحكم في رد الفعل المكتسب، لكن يمكن تدريب المريض على استعادة التحكم في الحركات الجسدية. لا يخضع ظهور الأعراض الشبيهة بالنوبات إلى السيطرة الطوعية، ما يعني أن المريض لا يزيفها؛ تندرج حالة تزييف الأعراض والتظاهر بها طواعيةً ضمن فئات الاضطرابات المفتعلة أو التمارض.
قد تشمل عوامل الخطر للاضطرابات العصبية الوظيفية الصدمات والإصابة بالمرض ومراقبة الأعراض والمعتقدات والتوقعات غير الصحية حول المرض. ثبت أن المرضى الذين يعانون من الاضطرابات العصبية الوظيفية يراقبون أعراضهم لدرجة تسبب نقص الانتباه الانتقائي. بالإضافة إلى ذلك، ثبت أن المرضى الذين يعانون من الاضطرابات العصبية الوظيفية لديهم معتقدات وتوقعات غير صحية حول المرض وغالبًا ما تؤدي إلى سوء تفسير كارثي للأعراض الجسدية وزيادة درجة القلق. 

## التشخيص
وفقًا للدليل التشخيصي والإحصائي للاضطرابات النفسية (الطبعة الخامسة)، تشمل معايير تشخيص النوبات النفسية غير الصرعية:
1. واحد أو أكثر من أعراض تغير الحركة الإرادية أو الوظيفة الحسية.
2. تقدم النتائج السريرية دليلاً على عدم التوافق بين الأعراض والحالات العصبية أو الطبية المعروفة.
3. لا يوجد اضطراب طبي أو عقلي آخر يمكنه تفسير الأعراض.
4. يسبب العَرَض أو العجز اضطرابًا سريريًا شديدًا أو ضعفًا في المجالات الاجتماعية أو المهنية أو غيرها من مجالات الأداء المهمة أو يستدعي التقييم الطبي.

بالإضافة إلى ذلك، يجب الإبلاغ عن نوع العرض المحدد «بهجمات أو نوبات».
شُخص بعض الأفراد المصابين بالنوبات النفسية غير الصرعية بالصرع عن طريق الخطأ. في المتوسط، يستغرق الأمر سبع سنوات لتلقي التشخيص المناسب. يتضمن التشخيص التفريقي للنوبات النفسية غير الصرعية أولاً استبعاد الصرع كسبب للنوبات، بالإضافة إلى الأسباب العضوية الأخرى للنوبات غير الصرعية، بما في ذلك الإغماء والصداع النصفي والدوار ونقص الأكسجين ونقص السكر في الدم والسكتة الدماغية. مع ذلك، يعاني نحو 5-20% من المصابين بالنوبات النفسية غير الصرعية أيضًا من الصرع. يمكن الخلط بين نوبات الفص الجبهي وبين النوبات النفسية غير الصرعية، رغم أن هذه النوبات تتميز بقصر مدتها وبأنماط حركية معينة وتحدث أثناء النوم. بعد ذلك، يجب استبعاد الاضطراب المفتعل (اضطراب العرض الجسدي اللاواعي، إذ تحدث النوبات لأسباب نفسية) والتمارض (محاكاة النوبات عن قصد لتحقيق مكاسب شخصية واعية - مثل التعويض المالي أو تجنب العقوبة الجنائية). أخيرًا، تستبعد الحالات النفسية الأخرى التي قد تشبه النوبات بشكل بسيط، بما في ذلك اضطراب الهلع والفصام واضطراب تبدد الشخصية. 
الاختبار الأكثر تحديدًا لتمييز الصرع عن النوبات النفسية غير الصرعية هو مراقبة تخطيط كهربية الدماغ بالفيديو على المدى الطويل، بهدف تسجيل نوبة أو اثنتين على الفيديو ومخطط كهربية الدماغ في وقت واحد (قد يقترح بعض الأطباء طرقًا لمحاولة إثارة نوبة). عادةً ما تؤخذ معايير سريرية إضافية في الاعتبار بالإضافة إلى مراقبة تخطيط كهربية الدماغ بالفيديو عند تشخيص النوبات النفسية غير الصرعية. يمكن الحصول على تشخيص واضح من خلال تسجيل النوبة على الفيديو وتخطيط كهربية الدماغ في وقت واحد.
قد تكشف الاختبارات المخبرية عن ارتفاع مستويات برولاكتين المصل في الدم إذا أخذت العينات في الإطار الزمني المناسب بعد معظم نوبات الصرع الجزئية المعقدة أو التوترية الرمعية. مع ذلك، نظرًا للإيجابيات الكاذبة والتباين في النتائج، لا يُعتمد هذا الاختبار بشكل شائع.

## العلاج
يعد فهم المرضى للتشخيص الجديد أمرًا بالغ الأهمية في العلاج الذي يتطلب مشاركتهم الفعالة. هناك عدد من الخطوات الموصى بها لشرح تشخيصهم بطريقة حساسة وواضحة. قد يؤدي إعلامهم بالتشخيص بشكل سلبي إلى الإحباط ورفض الشخص لأي محاولات أخرى للعلاج. يوصى بثماني نقاط لشرح التشخيص للمرضى ومقدمي الرعاية لهم وهي:
1. أسباب نفي إصابتهم بالصرع
2. شرح المرض المصابين به (شرح الاضطرابات العصبية الوظيفية)
3. تأكيد عدم الشك في أنهم «يتظاهرون» بالهجمات، وأن الأعراض ليست «كلها داخل رؤوسهم»
4. قد لا تكون هناك «ضغوط» محرضة للنوبات
5. عوامل الحفاظ على حالة مستقرة
6. قد تتحسن الحالة بعد التشخيص الصحيح
7. التحذير من سحب الأدوية المضادة للاختلاج دون مشاركة الطبيب
8. توصيف العلاج للمساعدة في استعادة السيطرة على الأعراض

العلاج النفسي هو الأكثر استخدامًا، وقد يشمل العلاج المعرفي السلوكي أو المعالجة للتحكم بالأعراض الجسدية والسماح للفرد باستعادة السيطرة على الهجمات. هناك أيضًا بعض الأدلة التي تدعم مضادات الاكتئاب من زمرة مثبطات استرداد السيروتونين الانتقائية.

## الإنذار
رغم وجود بعض الأدلة، تبدو النتائج ضعيفة نسبيًا بحسب مراجعة دراسات النتائج التي وجدت أن ثلثي الأشخاص الذين يعانون من النوبات النفسية غير الصرعية ما يزالون يعانون من نوبات وأن أكثر من نصفهم يعتمدون على الضمان الاجتماعي مع متابعة لمدة ثلاث سنوات. حُصل على بيانات النتائج هذه في مركز الصرع الأكاديمي القائم على الإحالة ولم يكن هناك متابعة للحالات؛ يشير المؤلفون إلى أن هذا الأمر سبب تحيز نتائجهم. تبين أن النتيجة كانت أفضل في المرضى الذين يملكون معدل ذكاء أعلى وحالة اجتماعية أفضل وتحصيل تعليمي أكبر، وعندما كانت بداية ظهور الأعراض والتشخيص في سن أصغر، والهجمات أقل شدة والشكاوي الجسدية أقل.